# Iván Corrales
Iván Corrales Gordo (Plasencia, Cáceres; 12 de julio de 1974) es un exjugador de baloncesto español. Con 1.82 metros de estatura, jugaba en la posición de base.

## Trayectoria

### Formación
Se forma como jugador en su colegio, la Escola Betsaida, en el C.B. Sant Adrià, en el C.B. Sant Josep de Badalona y en el Joventut Badalona.

### Profesional
En el año 1992 con solo 18 años ya empieza a asomarse al primer equipo del Joventut de Badalona, siendo en el año 1994 campeón de la Euroliga. Después sería cedido al Baloncesto Fuenlabrada, jugando los dos años previos al ascenso del equipo madrileño a la Liga ACB. Después volvería a su club de origen, donde juega tres años a un gran nivel, compartiendo puesto de base con Andre Turner, en su primera temporada tras su vuelta ganaría la Copa del Rey del año 1997 ante el equipo de su tierra natal, el Cáceres Club Baloncesto. Sus buenas temporadas en la Penya le permiten ser 20 veces internacional por España, jugando en el Eurobasket del año 1999 en la que la selección española se alzó con la medalla de plata.
Después de un gran Eurobasket, y de 3 temporadas a gran nivel en el Joventut, el caché de Corrales se dispara y ficha por el CB Sevilla, volviéndose a reencontrar con Andre Turner. El primer año promedia 5 puntos y 2 asistencias.
La temporada 2000-2001 la empezó en muy buena forma, pero  en noviembre de 2000 Corrales es denunciado por violación por una chica sevillana y meses después la jueza instructora del caso comienza el proceso judicial contra el jugador que se enfrentaría a 9 años de cárcel. A pesar de los problemas extradeportivos, Corrales promedia  8 puntos y 3 asistencias. Sería absuelto 2 años después, pero ya en el 2001 le cuesta encontrar acomodo en un equipo de su nivel, y ficha por el Cantabria Lobos, donde promediaría 10 puntos y 4 asistencias y el equipo descendería a la Liga LEB. La temporada 2002-2003 ficharía por el Felice Scandone Avellino de Italia, promediando 9,6 puntos y 2 asistencias en 28 partidos. Terminaría la temporada en el Saski Baskonia jugando 12 partidos. La temporada 2003-2004 juega en un recién ascendido Tenerife Club de Baloncesto, realizando una gran temporada con promedios de 9 puntos y 4 asistencias. Las siguientes 4 temporadas juega en el CB Valladolid, siendo el mejor asistente de la liga en la primera temporada, con 5,4 asistencias por partido. En la última de ellas el equipo desciende de categoría por primera vez en su historia. Las siguientes temporadas de Iván Corrales como profesional serían en equipos de la Liga LEB como el Club Baloncesto Atapuerca (2008-2010), donde coincide con otros veteranos como César Sanmartín y Carles Marco y CDB Amistad y Deporte  (2010-2011).
 La temporada 2011-2012 vuelve a San Adrián de Besós, ejerciendo como jugador, entrenador y presidente del equipo.
Computa en Liga ACB 386 partido, promediando 6,8 puntos y 3,2 asistencias. A fecha de mayo de 2016 se encontraba en el puesto 17 en el histórico de asistencias en la Liga ACB.

## Pabellón deportivo
Es hijo predilecto de Santibáñez el Bajo, Cáceres, y el pabellón de esta localidad extremeña lleva su nombre.